# هولندا (دائرة انتخابية للبرلمان الأوروبي)
هولندا هي دائرة انتخابية للانتخابات في الاتحاد الأوروبي وتغطي كامل هولندا كدولة عضو في الاتحاد. ويمثلها حاليًا تسعة وعشرون عضوًا في البرلمان الأوروبي . كانت هذه الدائرة تستبعد الهولنديين في جزر الأنتيل الهولندية وأروبا، وذلك حتى انتخابات 2009.